# Пасичнык, Иван Давидович
Иван Давыдович Пасичнык (род. 10 августа 1935, село Луковка, теперь Катеринопольского района Черкасской области) — украинский деятель, 1-й секретарь Чернобаевского райкома КПУ, председатель Чернобаевского райисполкома Черкасской области. Народный депутат Украины 1-го созыва.

## Биография
Родился в крестьянской семье.
В 1954—1958 годах — студент Славянского государственного педагогического института Сталинской области, учитель украинского языка и литературы.
В 1958 году — учитель средней школы № 13 Орджоникидзевского района города Жданова Сталинской области.
В 1958—1960 годах — служба в Советской армии.
В 1960—1961 годах — учитель Шостаковской средней школы Катеринопольского района Черкасской области.
Член КПСС с 1961 по 1991 год.
В 1961—1963 годах — 1-й секретарь Катеринопольского районного комитета ЛКСМУ Черкасской области.
В 1963—1964 годах — секретарь Шполянского сельского производственного комитета ЛКСМУ Черкасской области.
В 1964—1965 годах — заместитель секретаря, заведующий идеологическим отделом Шполянского сельского производственного парткома КПУ Черкасской области.
В 1965—1966 годах — секретарь Шполянского районного комитета КПУ Черкасской области.
В 1966—1968 годах — слушатель Высшей партийной школы при ЦК КПСС в Москве.
В 1968—1973 годах — 2-й секретарь Лысянского районного комитета КПУ Черкасской области.
В 1973—1975 годах — председатель исполнительного комитета Лысянского районного совета депутатов трудящихся Черкасской области.
В 1975—1991 годах — 1-й секретарь Чернобаевского районного комитета КПУ Черкасской области.
В 1990—1992 года — председатель Чернобаевской районной рады народных депутатов, председатель исполнительного комитета Чернобаевской районной рады народных депутатов Черкасской области.
18.03.1990 избран народным депутатом Украины, 2-й тур, 50,78 % голосов, 3 претендента. Входил в группу «Рада». Член Комиссии, заместитель председателя Комиссии ВР Украины мандатной и по вопросам депутатской этики.
Потом — на пенсии.

## Награды
- орден Ленина
- орден Трудового Красного Знамени
- орден «Знак Почета»
- орден Дружбы народов
- медали